# Copa do Mundo FIFA de Futebol de Areia de 2007
A Copa do Mundo FIFA de Futebol de Areia 2007 foi realizada na Praia de Copacabana, no Rio de Janeiro, Brasil. A 13ª edição da competição, a 3ª organizada pela FIFA, teve lugar entre os dias 2 e 11 de Novembro.
O Brasil conquistou o título mundial pela 11ª vez, o segundo da Copa do Mundo FIFA, ao superar o México na decisão por 8 a 2. O Uruguai completou o pódio ao vencer a França na decisão do terceiro lugar por 1 a 0 nos pênaltis, após empate por 2 a 2 no tempo normal.

## Qualificação
Cada uma das Confederações de Futebol qualificou algumas das sua selecções através de torneios organizados pela Beach Soccer World Wide.
O Brasil, como país organizador, qualificou-se automaticamente para esta competição. No entanto, todas as outras equipas tiveram de participar em torneios de qualificação, de forma a conseguirem o apuramento para o Campeonato do Mundo. Assim, disputaram-se 5 torneios de apuramento, nas várias regiões do mundo:
- Torneio da Europa (Superfinal da Liga Europeia de Futebol de Praia 2007)
- Torneio da América (Campeonato Americano)
- Torneio da África (Campeonato Africano)
- Torneio da Ásia (Campeonato Asiático)
- Torneio da Oceania (Campeonato da Oceânia)

## Equipes classificadas
Tal como aconteceu em 2006, o Campeonato do Mundo foi disputado por 16 selecções, oriundas dos 5 continentes. As 16 equipas participantes, classificadas de acordo com sua região:
| Zona asiática: - Irã - Japão - Emirados Árabes Unidos Zona africana: - Nigéria - Senegal Zona sul-americana: - Argentina - Uruguai Zona da Oceania: - Ilhas Salomão | Zona européia: - Portugal - França - Rússia - Espanha - Itália Zona centro, norte-americana e caribenha: - Estados Unidos - México País-sede: - Brasil |

## Fase de grupos

### Grupo A
| Seleções      | Pts | J | V | V+ | D | GP | GC | SG  |
| ------------- | --- | - | - | -- | - | -- | -- | --- |
| Brasil        | 8   | 3 | 2 | 1  | 0 | 19 | 8  | +11 |
| México        | 5   | 3 | 1 | 1  | 1 | 12 | 11 | +1  |
| Rússia        | 3   | 3 | 1 | 0  | 2 | 9  | 6  | +3  |
| Ilhas Salomão | 0   | 3 | 0 | 0  | 3 | 7  | 22 | -15 |

| 2 de novembro | Rússia                    | 2 – 2 (1–2 pen) | México                        | Praia de Copacabana, Rio de Janeiro         |
| 9:30 UTC-3    | Shkarin 31' · Shaykov 34' | Relatório       | Villalobos 13' · González 27' | Público: 8 000 Árbitro: CRC Erick Chavarría |

|                      |       | Penalidades        |  |
| Bolabanov Shakmelyan | 1 – 2 | Rosales Villalobos |  |

| 2 de novembro | Brasil                                                                                                  | 11 – 2    | Ilhas Salomão       | Praia de Copacabana, Rio de Janeiro     |
| 11:00 UTC-3   | Buru 1', 30' (P) · Júnior Negão 5', 35' · Daniel 12', 28' · Bruno 14', 26' · Sidney 22', 22' · Duda 35' | Relatório | Mela 22' · Naka 26' | Público: 9 500 Árbitro: ESP Ruben Eiriz |

| 4 de novembro | México                                             | 4 – 6     | Brasil                                                                 | Praia de Copacabana, Rio de Janeiro           |
| 11:00 UTC-3   | Plata 4' · González 9' · Villalobos 11' · Cati 19' | Relatório | Buru 9', 20' · André 10' · Júnior Negão 24' · Bruno 24' · Benjamin 33' | Público: 10 000 Árbitro: SUI Stephan Faessler |

| 4 de novembro | Ilhas Salomão         | 2 – 5     | Rússia                                            | Praia de Copacabana, Rio de Janeiro      |
| UTC-3         | Hale 18' · Anisua 26' | Relatório | Leonov 1', 18', 29' · Shishin 1' · Shakmelyan 23' | Público: 3 000 Árbitro: IRN Ali Sharifat |

| 6 de novembro | Brasil                 | 2 – 2 (5–4 pen) | Rússia           | Praia de Copacabana, Rio de Janeiro         |
| 11:00 UTC-3   | André 18' · Sidney 32' | Relatório       | Shishin 29', 30' | Público: 6 000 Árbitro: HUN István Meszáros |

|                                                       |       | Penalidades                                                            |  |
| Júnior Negão Benjamin Daniel Sidney Mão Betinho Bruno | 5 – 4 | Bolabanov Pavlikov Gorchinskiy Gorodnov Shishin Bukhlitskiy Shakmelyan |  |

| 6 de novembro | Ilhas Salomão     | 3 – 6     | México                                                        | Praia de Copacabana, Rio de Janeiro        |
| 14:00 UTC-3   | Naka 3', 21', 33' | Relatório | Rosales 8', 16' · Plata 13', 28' · Villalobos 26' · Pozos 34' | Público: 1 000 Árbitro: LTU Sergejus Slyva |

### Grupo B
| Seleções       | Pts | J | V | V+ | D | GP | GC | SG |
| -------------- | --- | - | - | -- | - | -- | -- | -- |
| Espanha        | 6   | 3 | 2 | 0  | 1 | 16 | 11 | +5 |
| Portugal       | 4   | 3 | 0 | 2  | 1 | 11 | 12 | -1 |
| Estados Unidos | 3   | 3 | 1 | 0  | 2 | 16 | 20 | -4 |
| Irã            | 3   | 3 | 1 | 0  | 2 | 14 | 14 | 0  |

| 2 de novembro | Portugal          | 3 – 3 (1–0 pen) | Irã                                    | Praia de Copacabana, Rio de Janeiro       |
| 12:30 UTC-3   | Alan 3', 14', 20' | Relatório       | Naderi 9' · Mesigar 18' (P) · Dara 29' | Público: 3 000 Árbitro: BRA Ivo de Moraes |

|          |       | Penalidades |  |
| Belchior | 1 – 0 | Ghorbanpour |  |

| 2 de novembro | Estados Unidos                                          | 4 – 8     | Espanha                                                                        | Praia de Copacabana, Rio de Janeiro        |
| 14:00 UTC-3   | Xexeo 11' · Ibsen 16' · Albuquerque 25' · Chimienti 26' | Relatório | Nico 1', 30' · Iván Rumbo 13' · Javi Álvarez 22', 30' · Amarelle 23', 33', 33' | Público: 2 000 Árbitro: ARG Juan Rodríguez |

| 4 de novembro | Espanha                                                            | 4 – 2     | Portugal               | Praia de Copacabana, Rio de Janeiro      |
| 9:30 UTC-3    | Amarelle 13' · Javier Torres 18' (P) · Javi Álvarez 21' · Nico 35' | Relatório | Bilro 22' · Madjer 29' | Público: 8 000 Árbitro: ITA Fabio Polito |

| 4 de novembro | Irã                                                                             | 6 – 7     | Estados Unidos                                                               | Praia de Copacabana, Rio de Janeiro        |
| 14:00 UTC-3   | Aligoli 16' · Ahmadzadeh 17', 17' · Davoudi 27' · Ghorbanpour 30' · Mesigar 34' | Relatório | Nolz 7' (P), 22' · Chimienti 9', 30' · Morales 19' · Astorga 22' · Ibsen 33' | Público: 4 000 Árbitro: NED George Postmas |

| 6 de novembro | Espanha                                                        | 4 – 5     | Irã                                                            | Praia de Copacabana, Rio de Janeiro       |
| 9:30 UTC-3    | Cristian Torres 4' · Miguel Beiro 13' · Javier Torres 13', 33' | Relatório | Mesigar 5' · Ghorbanpour 7', 33' · Aligoli 8' · Ahmadzadeh 19' | Público: 2 000 Árbitro: EGY Mohamed Morsi |

| 6 de novembro | Estados Unidos                                                | 5 – 6 (pro) | Portugal                                         | Praia de Copacabana, Rio de Janeiro         |
| 12:30 UTC-3   | Astorga 16', 20' · Nolz 25' · Chimienti 29' · Albuquerque 34' | Relatório   | Madjer 1', 34' · Bilro 7', 38' · Alan 13', 17' · | Público: 2 000 Árbitro: FRA Sylvain Palhies |

### Grupo C
| Seleções | Pts | J | V | V+ | D | GP | GC | SG |
| -------- | --- | - | - | -- | - | -- | -- | -- |
| Senegal  | 8   | 3 | 2 | 1  | 0 | 15 | 8  | +7 |
| Uruguai  | 5   | 3 | 1 | 1  | 1 | 8  | 9  | -1 |
| Itália   | 3   | 3 | 1 | 0  | 2 | 13 | 12 | +1 |
| Japão    | 0   | 3 | 0 | 0  | 3 | 6  | 13 | -7 |

| 3 de novembro | Uruguai                     | 3 – 2 (pro) | Itália                     | Praia de Copacabana, Rio de Janeiro        |
| 11:00 UTC-3   | Ricar 23', 23' · Matias 37' | Relatório   | Pasquali 5' · Palmacci 16' | Público: 6 000 Árbitro: VEN Pedro Infantes |

| 3 de novembro | Japão        | 1 – 4     | Senegal                                          | Praia de Copacabana, Rio de Janeiro       |
| 14:00 UTC-3   | Yamauchi 33' | Relatório | Dieng 4' · Koukpaki 5' (P), 21' · G. Mbengue 28' | Público: 2 000 Árbitro: UAE Waleed Al Ali |

| 5 de novembro | Itália                                                            | 6 – 3     | Japão                        | Praia de Copacabana, Rio de Janeiro          |
| 9:30 UTC-3    | Palmacci 4' · Maiorano 9' · Pasquali 23', 24', 26' · Leghissa 25' | Relatório | Tabata 6' · Yamauchi 12' 21' | Público: 1 000 Árbitro: ARG Hernán Fernández |

| 5 de novembro | Senegal                                       | 5 – 2     | Uruguai                | Praia de Copacabana, Rio de Janeiro          |
| 12:30 UTC-3   | Diallo 2' · Koukpaki 7', 28', 31' · Sylla 14' | Relatório | Parrillo 5' · Ricar 7' | Público: 1 000 Árbitro: CRC Franklin Quesada |

| 7 de novembro | Senegal                                                             | 6 – 5 (pro) | Itália                                                       | Praia de Copacabana, Rio de Janeiro         |
| 11:30 UTC-3   | G. Mbengue 1', 18' · Koukpaki 7', 38' · B. Mbengue 8' · Thioune 34' | Relatório   | Palmacci 0' · Pasquali 7' (P), 8' · Maiorano 12' · Feudi 15' | Público: 4 500 Árbitro: BRA Alberto Moreira |

| 7 de novembro | Japão                     | 2 – 3     | Uruguai                               | Praia de Copacabana, Rio de Janeiro        |
| 14:00 UTC-3   | Yamauchi 4' · Arakaki 16' | Relatório | Parrillo 0' · Ricar 32' · Pampero 34' | Público: 1 000 Árbitro: NED George Postmas |

### Grupo D
| Seleções               | Pts | J | V | V+ | D | GP | GC | SG |
| ---------------------- | --- | - | - | -- | - | -- | -- | -- |
| Nigéria                | 7   | 3 | 1 | 2  | 0 | 14 | 12 | +2 |
| França                 | 5   | 3 | 1 | 1  | 1 | 11 | 10 | +1 |
| Argentina              | 3   | 3 | 1 | 0  | 2 | 9  | 9  | 0  |
| Emirados Árabes Unidos | 0   | 3 | 0 | 0  | 3 | 13 | 16 | -3 |

| 3 de novembro | Nigéria                                                       | 5 – 3     | Argentina                                    | Praia de Copacabana, Rio de Janeiro |
| 9:30 UTC-3    | Ibrahim 4' · Uhunmwangho 12' · Onigbo 15' · Okemmiri 16', 21' | Relatório | Casado 8' · S. Hilaire 22' · Andrade 23' (P) | Árbitro: HUN István Meszáros        |

| 3 de novembro | Emirados Árabes Unidos                         | 5 – 6     | França                                      | Praia de Copacabana, Rio de Janeiro          |
| 12:30 UTC-3   | Bashir 4', 22', 25' · Sadeqi 19' · Aljesmi 34' | Relatório | Basquaise 3', 8' · Samoun 8', 17', 21', 35' | Público: 3 000 Árbitro: BRA Renato de Carlos |

| 5 de novembro | Argentina                                    | 4 – 2     | Emirados Árabes Unidos     | Praia de Copacabana, Rio de Janeiro     |
| 11:00 UTC-3   | F. Hilaire 1', 26' · Minici 15' · Casado 20' | Relatório | Al-Mesaabi 4' · Sadeqi 21' | Público: 1 000 Árbitro: ESP Ruben Eiriz |

| 5 de novembro | França                                    | 3 – 3 (2–3 pen) | Nigéria                     | Praia de Copacabana, Rio de Janeiro         |
| 14:30 UTC-3   | Castro 12' · François 35' · Basquaise 35' | Relatório       | Okpara 10', 19' · Usman 32' | Público: 1 300 Árbitro: BRA Alberto Moreira |

|                       |       | Penalidades                |  |
| François Perez Samoun | 2 – 3 | Onigbo Uhunmwangho Olawale |  |

| 7 de novembro | França                     | 2 – 2 (2–1 pen) | Argentina                   | Praia de Copacabana, Rio de Janeiro         |
| 9:30 UTC-3    | Basquaise 2' · François 5' | Relatório       | E. Hilaire 17' · Minici 25' | Público: 5 000 Árbitro: CRC Erick Chavarría |

|                       |       | Penalidades         |  |
| Castro Perez François | 2 – 1 | Minici López Casado |  |

| 7 de novembro | Emirados Árabes Unidos                                        | 6 – 6 (0–1 pen) | Nigéria                                                       | Praia de Copacabana, Rio de Janeiro       |
| 12:30 UTC-3   | Alabadla 8', 9', 22' · Albloushi 11' · Karim 21' · Bashir 34' | Relatório       | Okpara 3' · Okemmiri 3' · Olawale 4', 6' (P), 14' · Usman 30' | Público: 1 000 Árbitro: BRA Ivo de Moraes |

|        |       | Penalidades |  |
| Bashir | 0 – 1 | Olawale     |  |

## Fase final
|  | Quartas de final      | Quartas de final       |                        |        | Semifinais     | Semifinais     |  |  | Final                  | Final |
|  |                       |                        |                        |        |                |                |  |  |                        |       |
|  | 8 de novembro - 09:30 |                        |                        |        |                |                |  |  |                        |       |
|  |                       |                        |                        |        |                |                |  |  |                        |       |
|  | Espanha               | 4                      |                        |        |                |                |  |  |                        |       |
|  | Espanha               | 4                      | 10 de novembro - 09:30 |        |                |                |  |  |                        |       |
|  | México                | 5                      |                        |        |                |                |  |  |                        |       |
|  | México                | 5                      | México                 | 5      |                |                |  |  |                        |       |
|  | 8 de novembro - 14:00 |                        | México                 | 5      |                |                |  |  |                        |       |
|  |                       | Uruguai                | 2                      |        |                |                |  |  |                        |       |
|  | Nigéria               | Uruguai                | 2                      | 1      |                |                |  |  |                        |       |
|  | Nigéria               |                        | 11 de novembro - 11:00 | 1      |                |                |  |  |                        |       |
|  | Uruguai               | 3                      |                        |        |                |                |  |  |                        |       |
|  | Uruguai               | 3                      | México                 | 2      |                |                |  |  |                        |       |
|  | 8 de novembro - 11:00 |                        | México                 | 2      |                |                |  |  |                        |       |
|  |                       | Brasil                 | 8                      |        |                |                |  |  |                        |       |
|  | Brasil                | Brasil                 | 8                      | 10     |                |                |  |  |                        |       |
|  | Brasil                | 10 de novembro - 11:00 |                        | 10     |                |                |  |  |                        |       |
|  | Portugal              | 7                      |                        |        |                |                |  |  |                        |       |
|  | Portugal              | 7                      | Brasil                 | 6      | Terceiro lugar | Terceiro lugar |  |  |                        |       |
|  | 8 de novembro - 12:30 |                        | Brasil                 | 6      | Terceiro lugar | Terceiro lugar |  |  |                        |       |
|  |                       | França                 | 2                      |        |                |                |  |  |                        |       |
|  | Senegal               | França                 | 2                      | 3      | Uruguai        | 2 (1)          |  |  |                        |       |
|  | Senegal               |                        |                        | 3      | Uruguai        | 2 (1)          |  |  |                        |       |
|  | França                | 6                      |                        | França | 2 (0)          |                |  |  |                        |       |
|  | França                | 6                      |                        |        | 2 (0)          |                |  |  |                        |       |
|  |                       |                        |                        |        |                |                |  |  | 11 de novembro - 09:30 |       |
|  |                       |                        |                        |        |                |                |  |  |                        |       |

### Quartas de final
| 8 de novembro | Espanha                                                                  | 4 – 5     | México                                                           | Praia de Copacabana, Rio de Janeiro           |
| 9:30 UTC-3    | Javi Álvarez 13' · Miguel Beiro 14' (P) · Cristian Torres 15' · Adam 31' | Relatório | Villalobos 15' (P), 33' · Gonzáles 17' · Plata 25' · Salazar 31' | Público: 10 000 Árbitro: SUI Stephan Faessler |

| 8 de novembro | Brasil                                                                              | 10 – 7    | Portugal                                             | Praia de Copacabana, Rio de Janeiro         |
| 11:00 UTC-3   | Sidney 1', 3' · André 10', 26' · Buru 11', 34', 35' · Daniel 12', 29' · Bruno 15' · | Relatório | Madjer 1', 12', 26', 27', 33' · Alan 2' · Hernani 4' | Público: 10 000 Árbitro: LTU Sergejus Slyva |

| 8 de novembro 12:30 UTC-3 | Senegal                                | 3 – 6     | França                                                               | Praia de Copacabana, Rio de Janeiro        |
|                           | Thiaw 12' · Dieng 13' · G. Mbengue 26' | Relatório | Perez 0' · Ottavy 2' · Ruggeri 16' · François 26', 32' · Tanagro 29' | Público: 6 000 Árbitro: ARG Juan Rodríguez |

| 8 de novembro | Nigéria     | 1 – 3     | Uruguai                               | Praia de Copacabana, Rio de Janeiro      |
| 14:00 UTC-3   | Ibrahim 35' | Relatório | Matias 28' · Ricar 33' · Parrillo 35' | Público: 1 000 Árbitro: ITA Fabio Polito |

### Semifinais
| 10 de novembro | México                                   | 5 – 2     | Uruguai       | Praia de Copacabana, Rio de Janeiro         |
| 9:30 UTC-3     | Plata 0', 19', 31', 34' · Villalobos 35' | Relatório | Ricar 3', 23' | Público: 10 000 Árbitro: LTU Sergejus Slyva |

| 10 de novembro | Brasil                                         | 6 – 2     | França                   | Praia de Copacabana, Rio de Janeiro          |
| 11:00 UTC-3    | Buru 0', 1' · Bruno 8', 15' · Betinho 32', 33' | Relatório | Perez 0' · Basquaise 34' | Público: 10 000 Árbitro: HUN István Meszáros |

### Disputa pelo terceiro lugar
| 11 de novembro | Uruguai         | 2 – 2 (1–0 pen) | França           | Praia de Copacabana, Rio de Janeiro       |
| 9:30 UTC-3     | Pampero 5', 29' | Relatório       | Basquaise 0', 9' | Público: 10 000 Árbitro: ITA Fabio Polito |

|       |       | Penalidades |  |
| Ricar | 1 – 0 | Perez       |  |

### Final
| 11 de novembro | México                     | 2 – 8     | Brasil                                                                                    | Praia de Copacabana, Rio de Janeiro      |
| 11:00 UTC-3    | Villalobos 13' · Plata 35' | Relatório | André 8', 27' · Bruno 10', 15' · Benjamin 13' · Buru 18' · Betinho 21' · Júnior Negão 35' | Público: 10 000 Árbitro: ESP Ruben Eiriz |

## Premiações
| Copa do Mundo FIFA de Futebol de Areia |
| -------------------------------------- |
| Brasil Campeão (segundo título)        |

| Prêmio FIFA Chuteira de Ouro: | Prêmio FIFA Bola de Ouro: | Troféu FIFA Fair Play: |
| ----------------------------- | ------------------------- | ---------------------- |
| BRA Buru                      | BRA Buru                  | Brasil                 |